# Аріокарпус
Аріокарпус (Ariocarpus Scheidw. (1838)) — рід з родини кактусових. Ареал — США і Мексика.

## Історія роду
Перший опис роду дав М. Шейдвеллер 1838 р. Назва аріокарпус пов'язана з подібністю плодів (грец. carpos — плід) з плодами сорту горобини Sorbus aria. Спочатку рід складався з 5 видів. За сучасною систематикою до нього входять крім власне аріокарпусів монотипний рід Neogomesia Castan., що включає вид Neogomesia agavioides Castan. (названий ім'ям М. Гомеса, державного діяча Мексики, «neos» (грец.) — новий) і рід Roseocactus Berger (від лат. «roseus» — рожевий) з 4 видами близьких за морфологічною будовою і незвичайних за формою кактусів.

## Морфологія
Рід складається з видів, що характеризуються цілим рядом морфологічних особливостей. На низьких, плескатих стеблах розташовані тверді дельтоподібні, призматичні або тригранні сосочки 3-5 см довжиною. Епідерміс сіро-зелений або сіро-коричневий, жорсткий, щільний. На кінцях сосочків знаходиться частина ареоли, на якій знаходиться рудиментарна колючка. Для A. retusus (найтиповіший випадок) характерне поступове віддалення колючкової частини ареоли від квіткової та подальший її розвиток у вершини сосочка. Це призводить до утворення в зоні росту сильного опушення. У A. trigonus подовження ареоли відбувається перед частиною, яка несе колючки, і ніколи не викликає відокремлення її від квіткової частини. Таку коротку і цільну ареолу називають мономорфною на відміну від попередньої, диморфної. Квіти білі, жовті, червоні, дзвонові форми, 3-5 см в діаметрі, з'являються з шерстистих аксил поблизу точки росту і не в'януть протягом декількох днів.
У «розеокактусів» стебла кулясті сильно плескаті, 1-5 см заввишки і 5-10 см в діаметрі, з плоскою верхівкою, не утворюють бічних пагонів. Перекривають один одного, твердими, сильно розвиненими сосочками трикутної або ромбоподібної форми, 2-3 см завдовжки і шириною. Різниця між «розеокактусами» і «аріокарпусами» полягає в тому, що шорстка тверда поверхня сосочків «розеокактусів» в поздовжньому напрямку розділена глибокою опушеною борозенкою, яка відсутня у «аріокарпусів». Епідерміс щільний, грубий, від брудно-зеленого до коричневого забарвлення, від чого рослини важко відрізнити від оточуючої кам'янистій поверхні. Квіти рожевих або пурпурово-рожевих тонів, 2-4 см в діаметрі, з'являються з основи борозенки, на відміну від «аріокарпусів», у яких вони розташовуються в аксилах між сосочками. Квіти відкриті протягом трьох-чотирьох днів.
Всі аріокарпуси мають розгалужену систему соконосних каналів і великі резервуари рідини у вигляді товстих, ріпоподібних і кореневих бульб з нечисленними всмоктувальними корінцями. Корінь під час посух зменшується в об'ємі, втягуючи надземну частину рослини в ґрунт майже повністю.
Зав'язь гола. Плоди білі, зеленуваті або червонуваті, м'ясисті, голі, округлі або довгасті, 0,5-2 см завдовжки. При дозріванні висихають і розпадаються. Насіння дрібне, чорне, у більшості видів довго (десятки років) зберігає здатність до проростання. Всі види синтезують густий слиз, який місцеві мешканцы використовують як природний клей.

## Ареал
США (Техас) і Мексика (Дуранго, Коауїла, Нуево-Леон, Сан-Луїс-Потосі, Тамауліпас). Рослини-ендеміки, зустрічаються рідко, ростуть переважно в посушливих областях Мексиканського нагір'я, на виходах вапняних порід і оголених скель, на пористих ґрунтах з великим вмістом органічних сполук і кальцію, під прикриттям низькорослих чагарників та сухих трав, на висоті від 200 до 2400 м над рівнем моря. Аріокарпуси зазвичай супроводжують агави, юки, опунції, ехіноцереуси, мамілярії. Для місць їх проживання характерна відсутність дощів в зимовий період і ранньою весною. З липня по вересень випадають тропічні зливи, із закінченням яких збігається цвітіння цих кактусів. В культурі аріокарпуси цвітуть з середини вересня до кінця листопада.

## Культивування
Вирощування аріокарпусів справа не для новачків але це нескладні в культурі кактуси. Розвиваються вони дуже повільно. У літній період вони потребують яскравого, сонячного світла, щедрого поливу всього земляного кому але з довгим періодом його просихання (бажано поливати раз на 2-4 тижні в залежності від розміру горщика, мінералізації ґрунту, рівня сонячної освітленості), перепадів денних і нічних температур (тільки за цих умов буде вирощена гарно сформована і загартована рослина) тому бажано вирощувати їх на свіжому повітрі(це можуть бути різні навіси із плівки чи полікарбонату або наприклад завіконна полиця, головне накривати вчасно від літніх злив) у період вегетації або в теплицях де пропонується максимум сонячного світла. Щоб уникнути загнивання кореневої шийки її необхідно обсипати дрібним гравієм, змішаним з деревним вугіллям. У зимові місяці аріокарпуси утримують при температурі 4-8°С, абсолютно без поливу, тільки завдяки прохолодній зимівлі рослина зможе гарно відпочити перед новим періодом вегетації. Ґрунтова суміш максимально проникна, глинисто-дернова, що містить до 70 % дрібного гравію, піску, мармурових або гравійних крихт. рН близько 6. Розмножуються насінням і щепленням живців. Сіянці рекомендується щепити на постійні підщепи і культивувати в щепленому вигляді але вирощування без прививок теж дають чудові результати, вирощування аріокарпусів з насіння не представляє особливих складностей. Хороші результати за підрощування сіянців на власних коренях дає утримання їх після пікірування в 3-4-х місячному віці у вологому, герметично закритому середовищі при розсіяному сонячному освітленні на термін до півтора років з наступною поступовою адаптацією підрослих рослин до оптимальних умов утримання.

## Перелік видів
- Ariocarpus agavoides (Castañeda) E.F.Anderson
- Ariocarpus bravoanus H.M.Hern. & E.F.Anderson
- Ariocarpus fissuratus (Engelm.) K.Schum.
- Ariocarpus furfuraceus (Wats.) Thomps
- Ariocarpus intermedius Backeberg et Kil
- Ariocarpus kotschoubeyanus (Lem.) K.Schum.
- Ariocarpus lloydii (Rose) Berger
- Ariocarpus retusus Scheidw.
  - Ariocarpus retusus subsp. pectinatus Weisbarth subspec. nov
- Ariocarpus scaphirostris Boed.
- Ariocarpus trigonus (Web.) Scheidw

## Синоніми роду
- Anhalonium Lem.
- Neogomesia Castañeda
- Neogomezia Buxb. (orth. var.)
- Roseocactus A.Berger
- Stromatocactus Karw. ex Rümpler (nom. inval.)